# Chris Neil
Chris Neil (* 18. Juni 1979 in Flesherton, Ontario) ist ein ehemaliger kanadischer Eishockeyspieler, der im Verlauf seiner aktiven Karriere zwischen 1996 und 2017 unter anderem 1121 Spiele für die Ottawa Senators in der National Hockey League auf der Position des rechten Flügelstürmers bestritten hat. Neil galt während seiner Zeit als Aktiver als klassischer Enforcer und hielt bei seinem Rücktritt mit über 2500 Strafminuten den Franchise-Rekord der Ottawa Senators. Zudem befindet er sich unter den 20 NHL-Spielern mit den meisten Strafminuten in der Ligahistorie. Seine Trikotnummer 25 wird in Ottawa nicht mehr vergeben.

## Karriere
Neil begann seine Karriere als Eishockeyspieler bei den North Bay Centennials, für die er von 1996 bis 1999 in der kanadischen Juniorenliga Ontario Hockey League aktiv war. In dieser Zeit wurde er im NHL Entry Draft 1998 in der sechsten Runde als insgesamt 161. Spieler von den Ottawa Senators aus der National Hockey League ausgewählt.
Zunächst spielte der Angreifer jedoch nach Beendigung seiner letzten Spielzeit im Juniorenbereich für die Muskegon Fury in der United Hockey League. Mit der Mannschaft gewann er am Ende der Playoffs den Colonial Cup. Anschließend war der Stürmer zwei Jahre lang für Ottawas Farmteam, die Grand Rapids Griffins, aus der International Hockey League aktiv. In der Saison 2001/02 gab der Rechtsschütze sein Debüt in der National Hockey League für die Ottawa Senators, für die er bis zu seinem Karriereende spielte. Einzig während des Lockouts in der NHL-Saison 2004/05 stand Neil für Ottawas neuem Farmteam aus der American Hockey League, den Binghamton Senators, aus dem Eis.
Im Verlauf der Saison 2016/17 absolvierte der Angreifer sein 1000. Spiel in der NHL. Anschließend erhielt er keinen weiteren Vertrag in Ottawa, sodass er im Dezember 2017 seine aktive Karriere im Alter von 38 Jahren für beendet erklärte. Sein größter Erfolg mit Ottawa war das Erreichen der Finalserie der Stanley-Cup-Playoffs 2007, in denen die Sens den Detroit Red Wings unterlagen.
Im Februar 2023 sperrten die Ottawa Senators seine Trikotnummer 25, sodass diese seither nicht mehr vergeben wird.

## Erfolge und Auszeichnungen
- 1999 Colonial-Cup-Gewinn mit den Muskegon Fury
- 2023 Sperrung der Trikotnummer 25 durch die Ottawa Senators

## Karrierestatistik
(Legende zur Spielerstatistik: Sp oder GP = absolvierte Spiele; T oder G = erzielte Tore; V oder A = erzielte Assists; Pkt oder Pts = erzielte Scorerpunkte; SM oder PIM = erhaltene Strafminuten; +/− = Plus/Minus-Bilanz; PP = erzielte Überzahltore; SH = erzielte Unterzahltore; GW = erzielte Siegtore; 1 Play-downs/Relegation; Kursiv: Statistik nicht vollständig)